# Reflektor Színpad
A Reflektor Színpad 1978 és 1991 között működött Budapesten, a Vasas Művelődési Házban, Lázár György vezetésével. Saját épülete és társulata nem volt.
Alapítói: a Vasas Szakszervezet, a Fővárosi Tanács, a Szakszervezetek Budapesti Tanácsa és a Szabadtéri Színpadok Igazgatósága Alapításában részt vett Karinthy Márton is. Lehetőségei miatt évente 1-2 premier darabot mutatott be.

## Játszott művek
- Vučetić: Búcsúvacsora
- Gelman: Magasfeszültség
- Méhes György: Bizánci capriccio (Ti, földi istenek… címváltozattal íródott)
- Turrini: József és Mária; Méhes Gy.: Bizánci capriccio.
- Jean Genet: Cselédek
- Jász István: Turcsi Vilcsi barátai